# Таштімеровська сільська рада
Таштіме́ровська сільська рада (рос. Таштимеровский сельский совет) — муніципальне утворення у складі Абзеліловського району Башкортостану, Росія. Адміністративний центр — село Михайловка.

## Населення
Населення — 4052 особи (2019, 3953 в 2010, 4179 в 2002).

## Склад
До складу поселення входять такі населені пункти:
| Населений пункт       | Населення, осіб (2002) | Населення, осіб (2010) |
| --------------------- | ---------------------- | ---------------------- |
| Абзелілово, присілок  | 741                    | 496                    |
| Аумишево, присілок    | 113                    | 107                    |
| Єлімбетово, присілок  | 382                    | 371                    |
| Кужаново, присілок    | 297                    | 256                    |
| Михайловка, село      | 1012                   | 1103                   |
| Салаватово, присілок  | 337                    | 323                    |
| Самарське, присілок   | 232                    | 341                    |
| Таштімерово, присілок | 381                    | 382                    |
| Тупаково, присілок    | 684                    | 718                    |